# Каховський ґебіт
Каховський ґебі́т,  Каховська окру́га (нім. Kreisgebiet Kachowka) — адміністративно-територіальна одиниця генеральної округи Таврія райхскомісаріату Україна з центром у Каховці. Існувала протягом німецької окупації Української РСР.

## Історія
Округу (ґебі́т) утворено 1 вересня 1942 року о 12-й годині дня з Горностаївського, Каланчацького, Каховського та Чаплинського районів тодішньої Миколаївської області (нині — Херсонська область). Адміністративний центр округи в україномовній документації значився як Каховка.
Нацистська влада від самого початку взяла під свій контроль торгівлю. Із січня 1942 року населенню було заборонено як продаж, так і обмін рогатої худоби, свиней, овець та різного молодняку без окремої на те згоди комендатури. Розпорядженням гебітскомісара Каховської округи від 16 липня 1943 року торгівля на базарах дозволялася лише в неділю і обмежувалася часовим проміжком від 5 до 10 години ранку, до того ж продавець мав походити виключно з того району, де продавав. Торгувати дозволялося продукцією власного виробництва, птицею, кролями, козами, кіньми, рогатою худобою, свинями і вівцями. Заборонялося перепродувати вироби і харчі. За устаткування базарів відповідали старости сільських управ, де розташовувалися базари. Приміром, Каланчацька районова управа такими селами визначила Каланчак, Хорли, Новокиївку.
У 1942—1943 роках у Каховці виходив тижневик Каховської округи «Українська правда». У 1943 році також видавався щотижневий часопис Каховського гебіта «Нове життя».
2 листопада 1943 року радянські війська зайняли окружний центр Каховку та районові центри Горностаївку і Каланчак. Кахівська округа припинила існування.

## Адміністративно-територіальний поділ
Станом на 1 січня 1943 Каховський ґебіт поділявся на 4 німецькі райони: район Горностаївка (нім. Rayon Gornostajewka), район Каланчак (нім. Rayon Kalantschak), район Каховка (нім. Rayon Kachowka) і район Чаплинка (нім. Rayon Tschaplinka).